# Wallsee
Wallsee ist eine Ortschaft und eine Katastralgemeinde der Marktgemeinde Wallsee-Sindelburg im Bezirk Amstetten in Niederösterreich. Die Ortschaft hat 2058 Einwohner (Stand 1. Jänner 2024).

## Geografie
Der alte Ort am Südufer der niederösterreichischen Donau bildet zusammen mit dem im Süden angebauten Ort Sindelburg die politische Gemeinde Wallsee-Sindelburg, die mit 1. Jänner 1971 im Zuge der Niederösterreichischen Kommunalstrukturverbesserung aus den bis dahin selbständigen Gemeinden Wallsee und Sindelburg gebildet wurde.
Erreichbar ist Wallsee über die Landesstraße L6058.

## Schloss Wallsee und frühe Geschichte
Wallsee besitzt ein altes Schloss, mit dem die Wirtschaft des Ortes seit dem Mittelalter und bis etwa 1920 eng verbunden war. An den früheren Salzhandel erinnert das „Salzhaus“ im Ort. Besiedelt wurden Wallsee aber schon in der Steinzeit, wie Werkzeugfunde beweisen.
Die Geschichtsschreibung von Wallsee beginnt in der Römerzeit, wo am heutigen Marktplatz ein riesiges Kastell von 200 × 160 m nachweisbar ist. Vermutlich ist es das öfters in der Antike erwähnte Adiuvense, wie Legionsspuren und eine Untersuchung des Habsburger Herzogs Theodor Salvator zeigen dürften.

### Mittelalter, Markt und Mühlsteine
Herzog Albrecht I. hatte mit den Grafen von Wallsee schwere Konflikte, weil er den Einfluss der Regionalpolitik zurückdrängen wollte. Deshalb erhob sich 1295 der österreichische Adel gegen die Reichspolitik.
Im 14. Jahrhundert erhielt Wallsee das Marktrecht. Seit etwa 1620 ist die Verwendung eines Marktsiegels überliefert. Jenes aus 1631 zeigt einen Mühlstein und oberhalb stilisierter Donauwellen ein Ungeheuer. Von ca. 1500 bis 1895 stand unter dem Sandsteinfelsen des Schlosses eine Mühlstein-Fabrik, die nach Ungarn und bis zum Schwarzen Meer lieferte. Auf diese Zunft geht die St.-Anna-Kapelle zurück.
Nach 1945 prägte der Donaustrom die wirtschaftliche Entwicklung – unter anderem durch das Schifffahrtsunternehmen Brandner und den Bau eines großen Donaukraftwerkes.

## Kraftwerk Wallsee-Mitterkirchen
Zwischen Wallsee und dem am Nordufer liegenden Mitterkirchen wurde in den Jahren 1965 bis 1968 das Kraftwerk Wallsee-Mitterkirchen errichtet. Gleichzeitig entstand ein Flussübergang zwischen den Brücken von Mauthausen und Grein, die je etwa 15 km entfernt sind.
Der Bau der Kraftwerkskette begann 1952 bei Jochenstein (Grenzkraftwerk zwischen Passau und Linz) und endete 1998 mit der Fertigstellung des Kraftwerks Freudenau bei Wien.
Das Kraftwerk Wallsee-Mitterkirchen hat ein  Regelarbeitsvermögen von jährlich 1318,8 GWh und deckt damit rund 2 Prozent des Strombedarfs von Österreich (siehe auch Elektrizitätswerke an der Donau).

### Donautal und Nebenflüsse
Einige Kilometer oberhalb von Wallsee mündet die Erla in die Donau. Sie kommt aus dem Hügelland des Mostviertels. Wesentlich mehr Wasser fließt jedoch von der Enns zu (15 km stromaufwärts), sowie den nördlichen Nebenflüssen Aist (ca. 12 km stromauf) und Naarn (10 km stromabwärts).